# Косінська Олена Миколаївна
Оле́на Микола́ївна Косі́нська (нар. 24 жовтня 1986, м. Кропивницький) — українська художниця. Член Національної спілки художників України (2023)..

## Біографія
Народилася 24 жовтня 1986 року в м. Кропивницький (тоді ще Кіровоград). Закінчила Кам'янець-Подільське училище культури за спеціальністю «образотворче мистецтво», (2002—2006), Кам'янець-Подільський національний університет імені Івана Огієнка (педагогічний факультет, 2006—2010).

Живе у подільському містечку Муровані Курилівці Могилів-Подільського району.

## Творчість
Працює в галузі декоративного розпису та станкового живопису. Улюблені жанри — пейзаж, портрет і натюрморт, виконані в різних техніках: олії, акварелі, пастелі, змішаній і авторській.

Основні твори: «Ніч на Андріївському» (2012), «Стежками творчості Івана Миколайчука» (2011), «Вечірній Кам'янець» (2011), «Позитивний тест»(2012), «Не журись, Максиме»(2023). Під час війни створює картини на ящиках з-під боєприпасів, що їх привозять волонтери з фронту.

Учасниця мистецьких проєктів «Мальовнича Україна» (2011), «Україно, славний край козачий» (2012), Трієнале абстрактного мистецтва (2013), «Військово-польовий Арт», «Сонячний Великдень-2018», «Кращий художник-2018», «Народна культура — обличчя нації». Авторка персональної виставка «Час тривог і сподівань» (2023).
У лавах НСХУ (2023).